# World RX du Portugal 2015
Le World RX du Portugal 2015 est la première manche du Championnat du monde de rallycross 2015. Il se déroule sur la Pista Automóvel de Montalegre, au Portugal.

## Séries
| Pos. | No. | Pilote                | Équipe                       | S1  | S2  | S3  | S4  | Pts |
| ---- | --- | --------------------- | ---------------------------- | --- | --- | --- | --- | --- |
| 1    | 1   | Petter Solberg        | SDRX                         | 3e  | 1e  | 5e  | 1er | 16  |
| 2    | 17  | Timmy Hansen          | Team Peugeot-Hansen          | 2e  | 5e  | 1er | 5e  | 15  |
| 3    | 13  | Andreas Bakkerud      | OlsbergsMSE                  | 1er | 2e  | 2e  | 18e | 14  |
| 4    | 3   | Johan Kristoffersson  | Volkswagen Team Sweden       | 14e | 3e  | 3e  | 3e  | 13  |
| 5    | 10  | Mattias Ekström       | EKS RX                       | 8e  | 10e | 4e  | 2e  | 12  |
| 6    | 57  | Toomas Heikkinen      | Marklund Motorsport          | 5e  | 9e  | 9e  | 4e  | 11  |
| 7    | 45  | Per-Gunnar Andersson  | Marklund Motorsport          | 7e  | 4e  | 8e  | 8e  | 10  |
| 8    | 21  | Davy Jeanney          | Team Peugeot-Hansen          | 15e | 6e  | 6e  | 11e | 9   |
| 9    | 4   | Robin Larsson         | Larsson Jernberg Racing Team | 4e  | 19e | 7e  | 6e  | 8   |
| 10   | 42  | Timur Timerzyanov     | OlsbergsMSE                  | 6e  | 7e  | 11e | 16e | 7   |
| 11   | 15  | Reinis Nitišs         | OlsbergsMSE                  | 9e  | 11e | 13e | 9e  | 6   |
| 12   | 7   | Manfred Stohl         | World RX Team Austria        | 10e | 13e | 12e | 14e | 5   |
| 13   | 87  | Jean-Baptiste Dubourg | Jean-Baptiste Dubourg        | 13e | 12e | 16e | 13e | 4   |
| 14   | 76  | Mario Barbosa         | Compincar Racing Team        | 11e | 14e | 15e | 15e | 3   |
| 15   | 33  | Liam Doran            | SDRX                         | 16e | 8e  | 20e | 10e | 2   |
| 16   | 99  | Tord Linnerud         | Volkswagen Team Sweden       | 12e | 16e | 17e | 12e | 1   |
| 17   | 92  | Anton Marklund        | EKS RX                       | 19e | 20e | 10e | 7e  |     |
| 18   | 41  | Joaquim Santos        | Bompiso Racing Team          | 17e | 17e | 18e | 20e |     |
| 19   | 31  | Max Pucher            | World RX Team Austria        | 18e | 18e | 19e | 19e |     |
| 20   | 55  | René Münnich          | Münnich Motorsport           | 20e | 15e | 21e | 17e |     |
| 21   | 77  | Alx Danielsson        | Münnich Motorsport           | 21e | 21e | 14e | 21e |     |

## Demi-finale

### Demi-finale 1
| Pos. | No. | Pilote               | Équipe                       | Temps    | Pts |
| ---- | --- | -------------------- | ---------------------------- | -------- | --- |
| 1    | 1   | Petter Solberg       | SDRX                         | 4:27.548 | 6   |
| 2    | 13  | Andreas Bakkerud     | OlsbergsMSE                  | +0.530   | 5   |
| 3    | 45  | Per-Gunnar Andersson | Marklund Motorsport          | +2.236   | 4   |
| 4    | 10  | Mattias Ekström      | EKS RX                       | +2.592   | 3   |
| 5    | 15  | Reinis Nitišs        | OlsbergsMSE                  | +4.168   | 2   |
| 6    | 4   | Robin Larsson        | Larsson Jernberg Racing Team | +4.606   | 1   |

### Demi-finale 2
| Pos. | No. | Pilote               | Équipe                 | Temps    | Pts |
| ---- | --- | -------------------- | ---------------------- | -------- | --- |
| 1    | 3   | Johan Kristoffersson | Volkswagen Team Sweden | 4:21.081 | 6   |
| 2    | 17  | Timmy Hansen         | Team Peugeot-Hansen    | +0.921   | 5   |
| 3    | 21  | Davy Jeanney         | Team Peugeot-Hansen    | +3.248   | 4   |
| 4    | 57  | Toomas Heikkinen     | Marklund Motorsport    | +5.305   | 3   |
| 5    | 42  | Timur Timerzyanov    | OlsbergsMSE            | +7.524   | 2   |
| 6    | 7   | Manfred Stohl        | World RX Team Austria  | +8.512   | 1   |

## Finale
| Pos. | No. | Pilote               | Équipe                 | Temps    | Pts |
| ---- | --- | -------------------- | ---------------------- | -------- | --- |
| 1    | 3   | Johan Kristoffersson | Volkswagen Team Sweden | 4:34.242 | 8   |
| 2    | 1   | Petter Solberg       | SDRX                   | +3.790   | 5   |
| 3    | 17  | Timmy Hansen         | Team Peugeot-Hansen    | +11.687  | 4   |
| 4    | 21  | Davy Jeanney         | Team Peugeot-Hansen    | +12.925  | 3   |
| 5    | 13  | Andreas Bakkerud     | OlsbergsMSE            | +16.990  | 2   |
| Ret  | 45  | Per-Gunnar Andersson | Marklund Motorsport    |          | 1   |

## Classement à l'issue de la course
| Pos. | Pilote               | Points |
| ---- | -------------------- | ------ |
| 1    | Johan Kristoffersson | 27     |
| 1    | Petter Solberg       | 27     |
| 3    | Timmy Hansen         | 24     |
| 4    | Andreas Bakkerud     | 21     |
| 5    | Davy Jeanney         | 16     |